# 호모시스테인
호모시스테인(homocystein)은 단백질에 속하지 않는 천연 아미노산이다. 메티오닌(methionine)과 시스테인(cysteine)에서 합성의 대사중간체이다. 메티오닌에서 시스테인(cysteine)이 합성되는 과정에서 문제가 생겨 호모시스테인의 양이 늘어날 시, 고호모시스테인혈증(Hyperhomocysteinemia)이 발병할 수 있다.

## 화학식
{\displaystyle {\ce {C4H9NO2S}}}

## 같이 보기
- 황전환경로
- 시스타티오닌